# ارژنگ دیو
ارژنگ دیو در داستان هفت خان رستم در شاهنامه، یکی از دیوان مازندران و از سرداران دیو سپید است. رستم در خان ششم از هفت خوان رستم به اردوگاه او حمله کرد و او را کشت.

## ارژنگ در شاهنامه
رستم در سفر مازندران یا همان هفت‌خوان رستم، در خان پنجم رخش را در دشت پر گیاه رها کرده و خود بخواب رفت، در میانه خواب دشت‌بان اسب او را دیده و آمد تا رستم را تنبیه کند. امّا رستم گوش‌های او را کف دستش گذاشت و روانه کرد. در آن سامان مرزبان اولاد بود که دشت‌بان پیش او آمده شکایت از رستم نمود و اولاد با سوارانش پیش رستم آمد تا او را دستگیر نماید ولی خود گرفتار و بلد راه رستم گشت. در خوان ششم اولاد رستم را به اردوگاه ارژنگ‌دیو رهنمون ساخته‌است:
| یکی مغفری خسروی بر سرش      |  | خوی آلوده ببر بیان در برش   |
| به ارژنگ سالار بنهاد روی    |  | چو آمد بر لشکر نام‌جوی       |
| یکی نعره زد در میان گروه    |  | تو گفتی بدرّید دریا و کوه    |
| برون آمد از خیمه ارژنگ‌دیو   |  | چو آمد به گوش اندرش آن غریو |
| چو رستم بدیدش بر انگیخت اسپ |  | بیامد بر وی چو آذرگشسپ      |